# ماریوس کولائو
ماریوس کولائو (انگلیسی: Marius Colau؛ ۳۱ ژانویه ۱۹۲۲ – ۱ ژانویهٔ ۲۰۰۶) بازیکن فوتبال بود.
وی همچنین در تیم ملی فوتبال فرانسه بازی کرده‌است.